# Halecium scutum
Halecium scutum är en nässeldjursart som beskrevs av Clark 1876. Halecium scutum ingår i släktet Halecium och familjen Haleciidae. Inga underarter finns listade i Catalogue of Life.